# 纳索
纳索（義大利語：Naso），是意大利西西里大区墨西拿廣域市的一个市镇。总面积36平方公里，人口4145人，人口密度115.1人/平方公里（2009年）。ISTAT代码为083060。